# Xumen

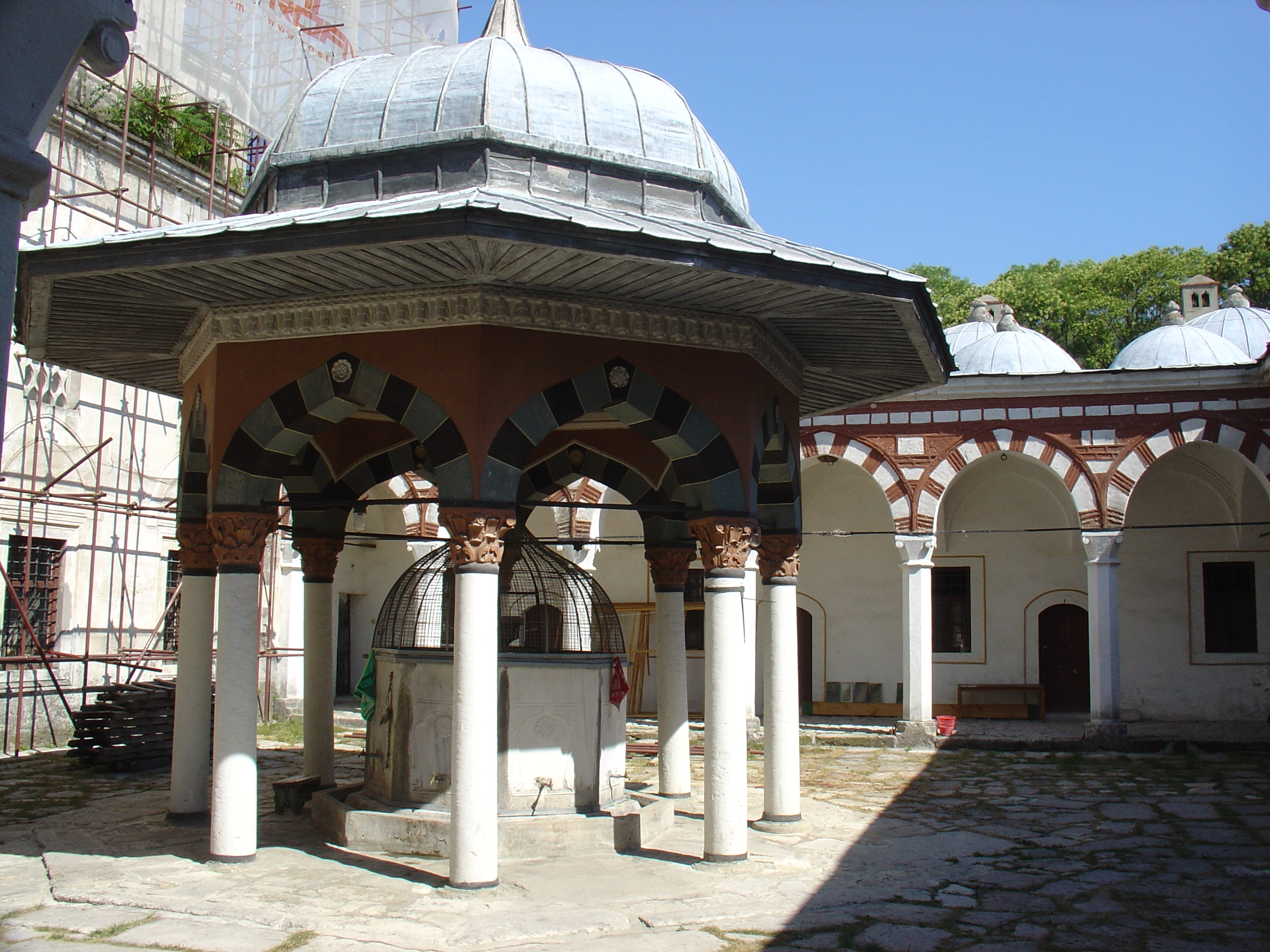
Pati de la mesquita de Tombul

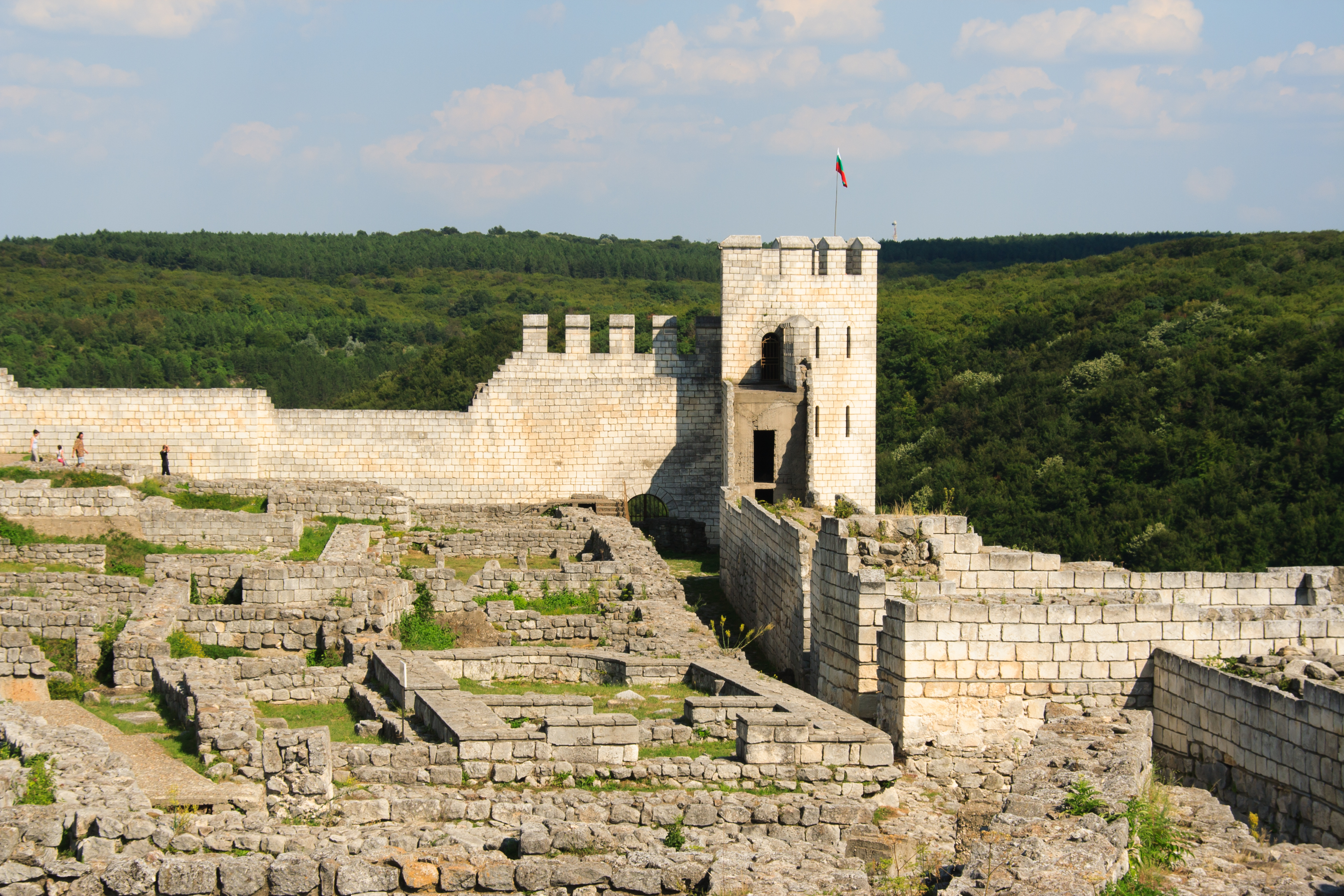
La fortalesa

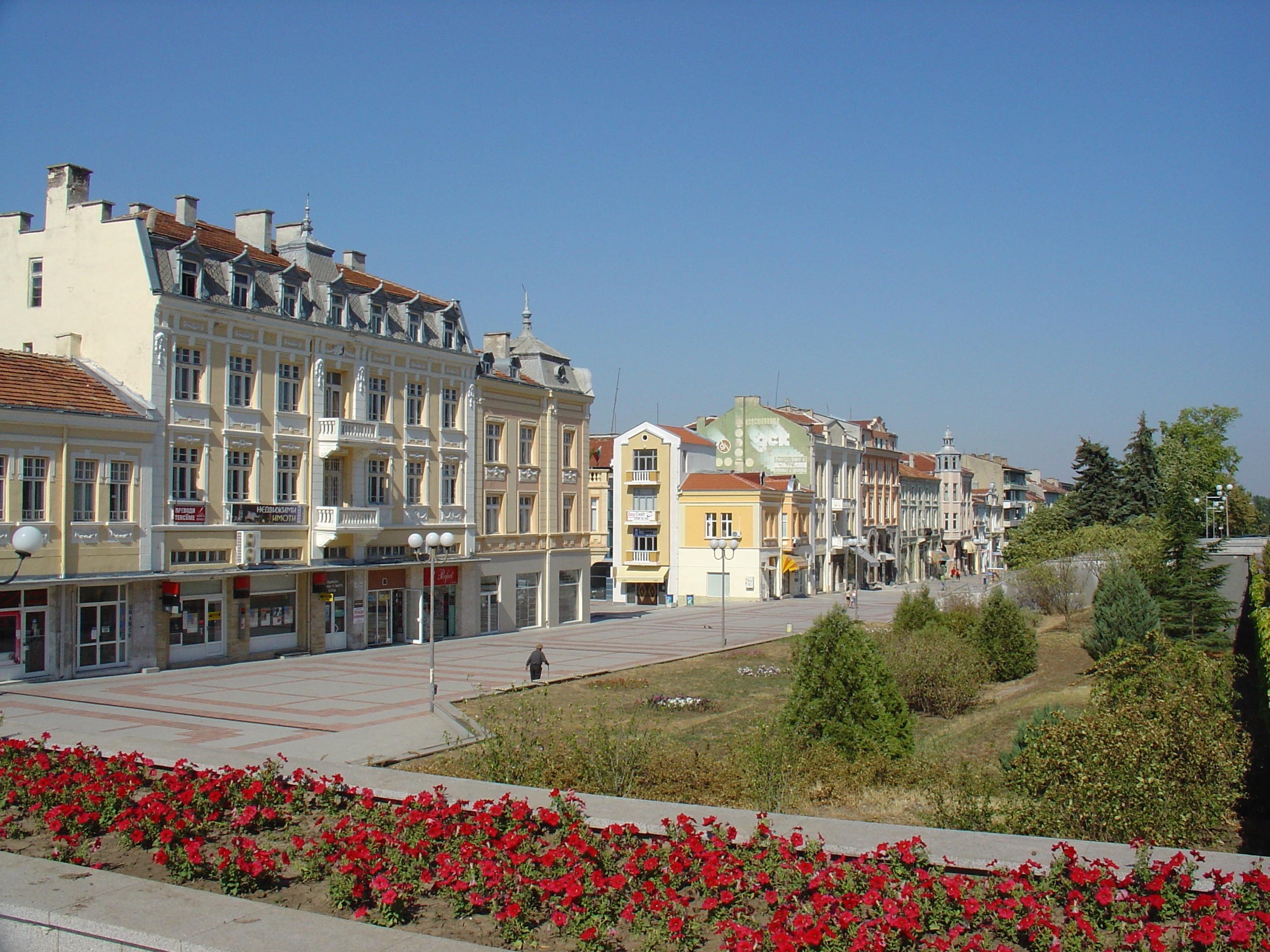
Avinguda de l'Escola Militar

Xumen (búlgar Шумен, també escrit com a Shumen, Shoumen o Šumen, turc Şumnu) és la desena ciutat més gran de Bulgària i capital de la província de Xumen. Durant el període 1950-1965 es va anomenar Kolarovgrad, en honor del líder comunista Vasil Kolarov. Al cens del febrer de 2011, la ciutat tenia 82.557 habitants

## Geografia
Es troba uns 80 km a l'oest de Varna i està construïda en un grup de turons, tossals que formen el nord dels Balcans orientals, que giren a l'oest i nord en forma d'esperó. Un barranc abrupte creua la zona de manera longitudinal. Des de Shumen les carreteres van cap al nord a les ciutats danubianes de Ruse i Silistra i a la Dobrudja, cap al sud als passos dels Balcans, i cap a l'est a Varna i Baltxik. Prop de la ciutat neix el riu Poroina (turc Bokludza)

## Població
Si bé la població el 2011 és de 87.557 habitants va arribar a tenir 112.000 habitants el 1990-1991. La següent taula presenta els canvis de la població després de l'alliberament del país el 1878
- 1887 = 23.161
- 1910 = 22.225
- 1934 = 25.486
- 1946 = 31.327
- 1956 = 41.546
- 1965 = 59.513
- 1975 = 83.718
- 1985 = 100.125
- 1991 = 112.091
- 1992 = 93.292
- 2001 = 89.214
- 2005 = 86.381
- 2009 = 86.824
- 2011 = 82.557

## El nom de la ciutat
A l'època romana d'Orient s'anomenava Myssionys o Myssiunus i el nom Xumen no apareix fins al segle xiv en una inscripció búlgara. Sota els otomans consta com a Şumi, Şumna, Şumena, Şumlar, Şumla, Şumni i segurament alguna altre. El nom en la forma Shumen apareix de manera permanent després de 1878.

## Història
Els primers establiments serien de fa uns cinc mil anys. Hi ha evidència d'establiments tracis a la ciutat i rodalia, i establiments posteriors com fortaleses, cases, esglésies i monestirs. A la plana de Xumen hi va haver cinc fortaleses successives: una de grega (segle IV aC) continuada pels romans; una de romana d'Orient (segles V i VI), dues búlgares (segles IX-X i XII-XIV) i una otomana (segle XV). El 811, en el Primer Imperi Búlgar, la fortalesa fou cremada per l'emperador Nicèfor I però el seu exèrcit fou aniquilat en la retirada (26 de juliol del 811) per les forces del kan Krum de Bulgària. Durant l'edat d'or de cultura búlgara sota Simeó el Gran (866-927), Xumen fou un centre d'activitat cultural i religiosa. El 1087 la ciutat era assetjada per Aleix I Comnè. Sota el Segon Imperi Búlgar la vila es va estendre fora dels murs de la fortalesa.
El 1388, sota el sultà Murat I, la va conquerir pels otomans Çandarli Alí Paixà, gran visir del sultà (1387-1406), que la va arrabassar al tsar búlgar Ivan Xixman. Després de la croada fracassada de Władysław Warneńczyk el 1444, la ciutat va quedar destruïda i abandona, i es va reconstruir després al seu actual emplaçament probablement al llarg del segle xv i al segle xvii, amb una població principalment turca; a l'inici del segle xvi ja era una ciutat. Va dependre com a nahiye (i després com a kaza) del sandjak de Nicòpolis (alguns moments del sandjak de Silistra) fins que al segle xvii fou incorporada al d'Özi. Evliya Çelebi la va visitar al segle xvii. En aquest temps s'hi va establir una colònia armènia.
Va tenir un paper destacat a les guerres russo-turques de 1768-1774, 1806-1812, 1828-1829 i 1877-1878, per la seva posició estratègica en el quadrilàter fortificar de Russe-Varna-Silistra-Xumen. Tres vegades, el 1774, 1810 i 1828, va ser atacada pels exèrcits russos però mai ocupada. Els otomans li van donar el nom de Gazi ("Victoriosa"). El 1849 s'hi van establir per un temps un gruo de revolucionaris hongaresos dirigits per Lajos Kossuth (la casa on va viure és avui dia un museu). El 1854 era la seu d'Omar Paixà i el punt en el qual l'exèrcit turc es concentrava en la guerra de Crimea. El 1856 s'hi van establir colons tàtars, reforçats amb una segona onada el 1864. El 1878, d'acord amb el tractat de Berlín, Xumen fou incorporada al principat de Bulgària. Llavors tenia entre 150 i 700 llars i una mesquita; a la població vivien turc i alguns gitanos i els búlgars vivien al barri oriental de Kilise i des de segle xvi al de Varos. Molts turcs van emigrar llavors i en els següents anys. La població búlgara va créixer a partir d'aquell moment i també l'armènia a partir de 1896 i després de la I Guerra Mundial. També hi havia un cert nombre de jueus. La població turca va completar la seva emigració en dues onades el 1928-1929 i el 1949-1951 i una tercera el 1989. Els jueus van emigrar després de la II Guerra Mundial cap a Israel i els armenis cap a la Unió Soviètica. El 1963 la població tenia 60.758 habitants dels quals 50.616 eren búlgars, 4.545 turcs, 648 armenis i 277 gitanos); el 1972 va arribar a 79.134 habitants. La mesquita de Tombul (Yeni Cami) que havia estat (i resta) el principal lloc de culte musulmà a Bulgària, és l'únic monument islàmic que es conserva.
Durant el segle xix Xumen era un centre important del Ressorgiment Nacional Búlgar, amb la primera celebració de Ciril i Metodi a les terres búlgares que tingueren lloc l'11 de maig de 1813 i la primera representació teatral. Una escola per religioses fou establerta el 1828, una escola de noies i un chitalishte (centre social) van seguir el 1856. La primera orquestra simfònica búlgara fou fundada a la ciutat el 1850. El 1882 es va fundar la cerveseria de Xumen, una de les primeres cerveseries a Bulgària.

## Educació
Hi ha 11 escoles elements i escoles comunes a més de 2 escoles superiors. La universitat porta el nom de "Episkop Konstantin Preslavski" i ha també la facultat d'artilleria i defensa aèria de la universitat militar nacional Vasil Levski

## Llocs principals
- Monument dedicat als 1.300 anys de Bulgària.
- Fortalesa de Xumen, restaurada
- El cavaller de Màdara, únic exemple medieval europeu d'escultura a la roca datat de vers el 710, a uns 20 km
- Catedral ortodoxa oriental dels Sagrats Tres Sants
- Basílica de l'Ascensió
- Mesquita Tombul o de Sherif Halil Pasha mosque

## Personatges
- Stoyan Danev (1858–1949), polític, dues vegades primer ministre de Bulgària
- Ivan Dochev (1906–2005), polític anti-comunista
- Vasil Drumev (Climent de Tarnovo) (1841–1901), clergue i polític, dues vegades primer ministre de Bulgària
- Solomon Goldstein, (1884–1969), polític jueu
- Vasil Kolarov (1877–1950), polític comunista
- Ahmet Fikri Tüzer (1878–1942), Primer Ministre de Turquia per un dia (8–9 de juliol de 1942), turc però nascut a Shamun

## Agermanaments
- Debreczen, Hongria
- Zhengzhou, Xina
- Mâcon, França
- Adapazarı, Turquia
- Tulcea, Romania
- Podolsk, Rússia
- Kherson, Ucraïna

## Galeria d'imatges

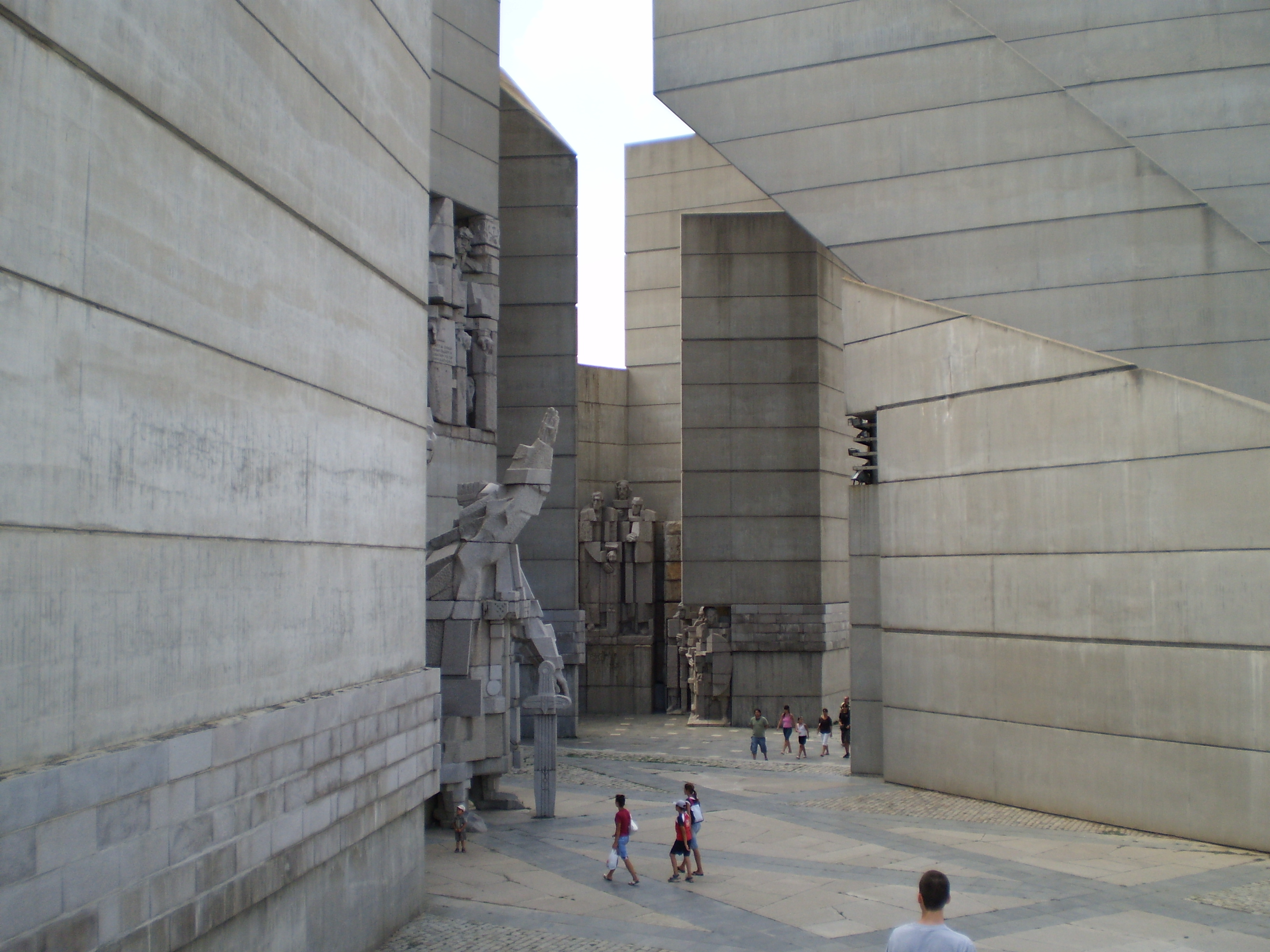
Monuments dels 1300 anys de Bulgària
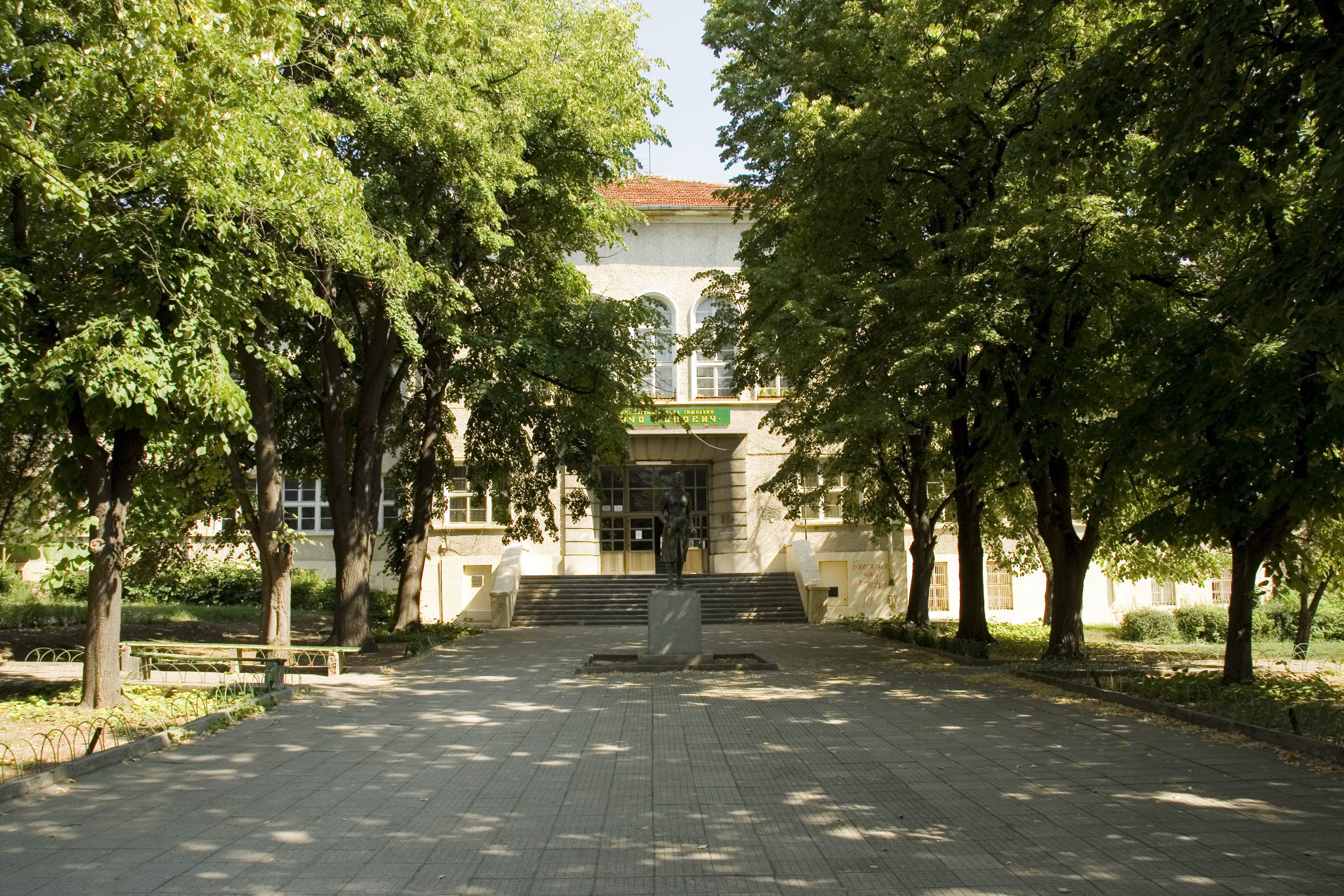
Escola Nantxo Popòvitx, fundada el 1828, una de les més antigues de Bulgària
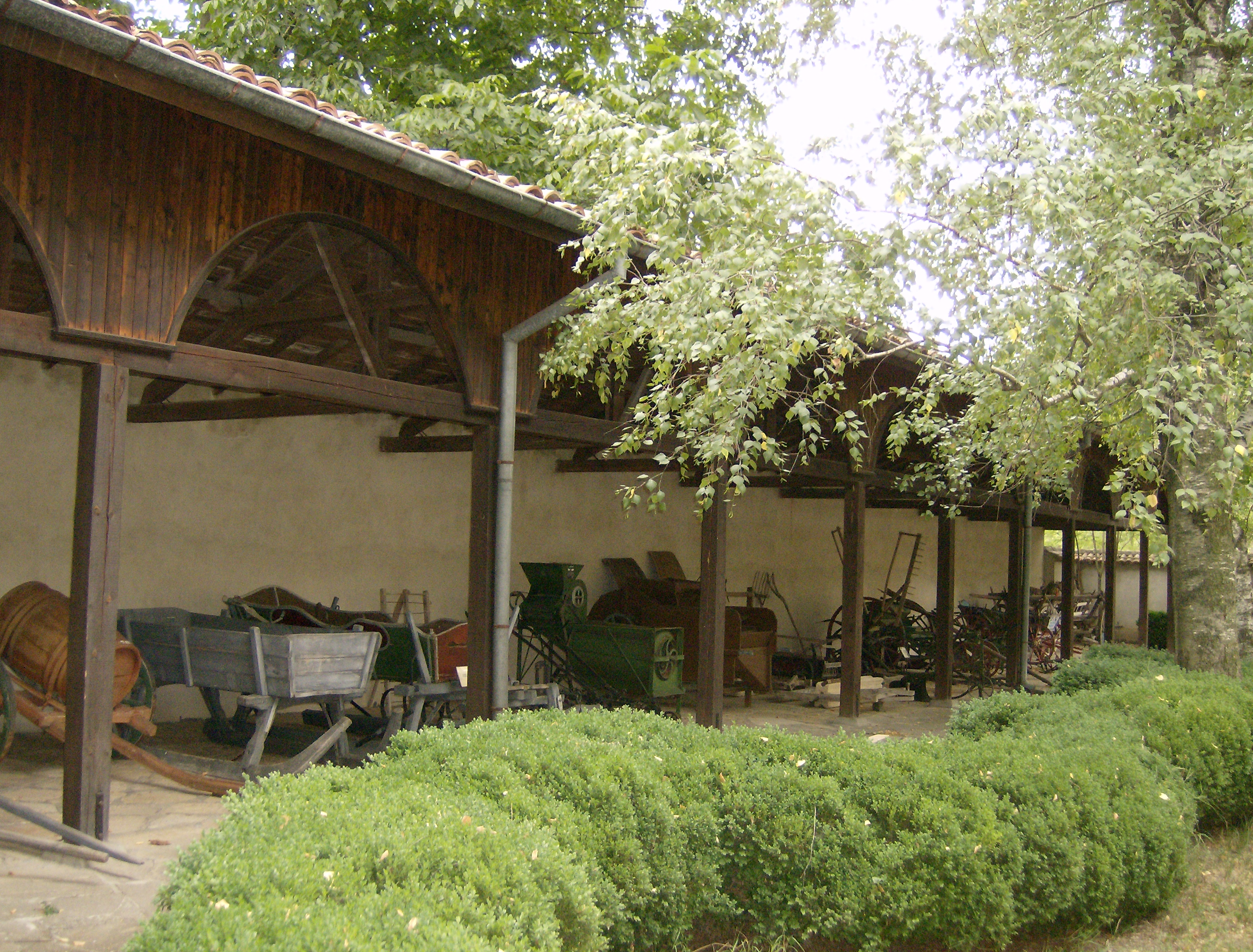
Museu de Cavalls Kabiuk
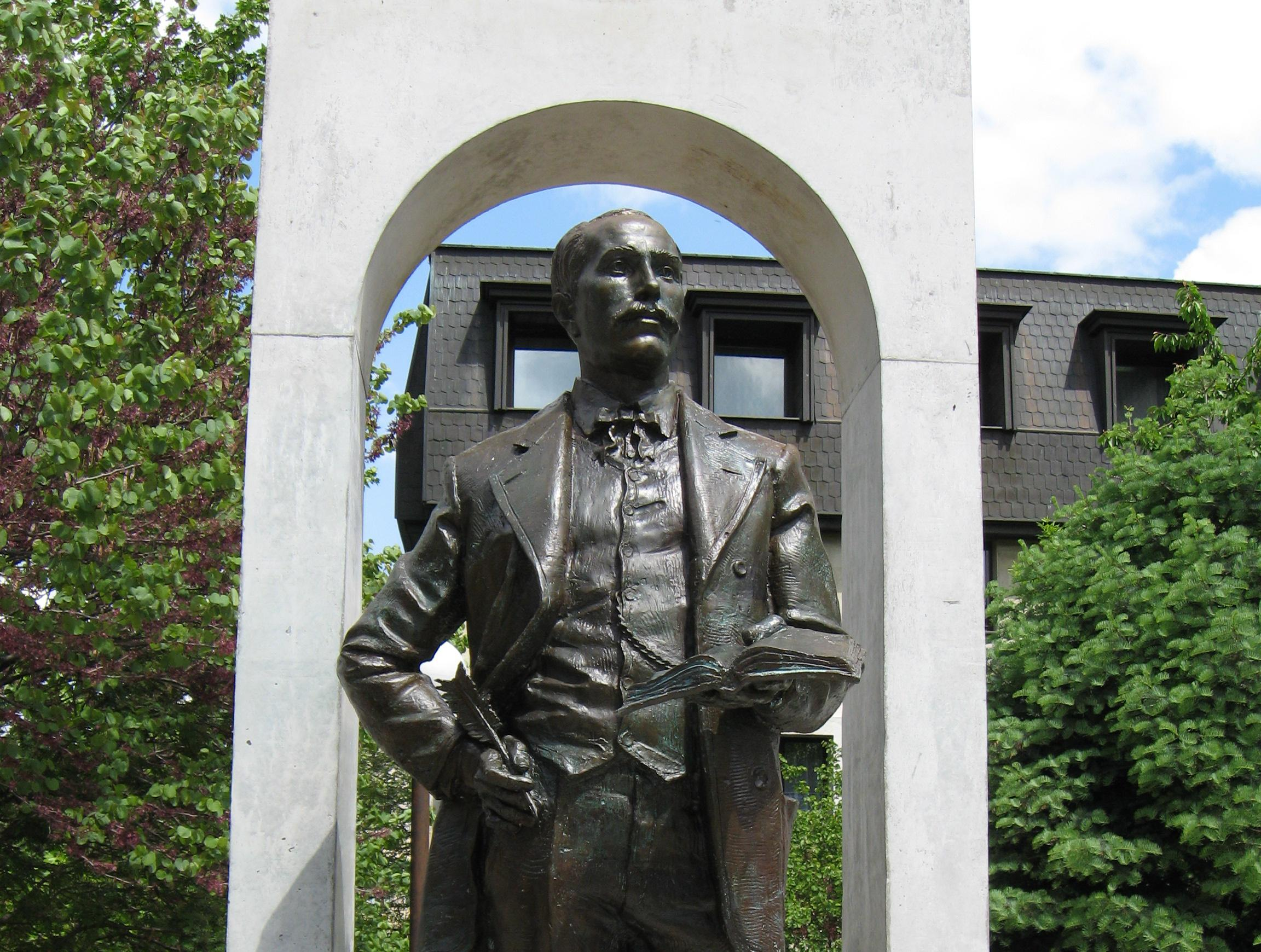
Monument a Dobri Voynikov